# 張光裕
張光裕（？—1612年），字德符，號天華，山東济南府临邑县人，明朝政治人物。

## 生平
萬曆二十二年（1594年）甲午科山東乡试舉人，二十六年（1598年）戊戌科進士。通政司觀政，考選爲庶吉士，二十八年丁憂，三十一年铨注翰林院检讨，三十二年會試同考，三十六年养病。三十八年復除原职，三十九年四月升右春坊右赞善兼翰林院检讨，次年卒。